# Conilurus penicillatus
Conilurus penicillatus — вид мишоподібних гризунів родини мишеві (Muridae).

## Поширення
Цей вид поширений в Австралії і на острові Нова Гвінея (Папуа Нова Гвінея). В Австралії раніше зустрічався на більшій частині мусонних північних районах, включаючи прибережні острови (наприклад, Гроот Ейлант). В даний час цей вид зустрічається у 20 % історичного ареалу. Він обмежений на материку у вузькій смузі завширшки близько 30 км від узбережжя у Західній Австралії і Північній території.
У Папуа Новій Гвінеї, відомо лише з двох прилеглих населених пунктів (села Пензара і Моргед) в Південно-Західній провінції, де виділений в окремий підвид — С. с. randi. Вид має обмежене поширення.